# 顏卉婕
顏卉婕（英語：Danielle Yen），為台灣女模特兒、演員。

## 簡介
顏卉婕於2015年至英國打工度假，出道於英國時尚圈及電影圈，是好萊塢演員及英美走秀模特兒，曾代言Sony Xperia Z3全球廣告及Dyson Supersonic的形象大使之一。曾參與演出星際大戰系列的《原力覺醒》、《007：惡魔四伏》及《BJ有喜》等電影，亦為《天下雜誌》換日線專欄作家、全國廣播「名模出頭天」節目主持人之一及Youtuber、UPlive 官方簽約直播網紅，曾開設「談話性節目」訪問葛萊美獎歌手及好萊塢演員，並曾任「福爾摩沙電影櫥窗影展」行銷總監，另參演《黑社會太美麗》、《角頭2》、《心語》、《我最好朋友的婚禮》、《豔遇殺機》及《新年之聲》等多部電影。

## 外部連結
- Danielle Yen 顏卉婕 Danielle Yen Facebook 粉絲頁的Facebook專頁
- 顏卉婕instagram的Instagram帳戶
- 顏卉婕在互联网电影资料库（IMDb）上的資料（英文）（英文）